# Bulsagara, Channagiri
Bulsagara là một làng thuộc tehsil Channagiri, huyện Davanagere, bang Karnataka, Ấn Độ.